# 姫の沢公園
姫の沢公園（ひめのさわこうえん）は、静岡県熱海市の北西部に位置する市営の総合公園である。日本の都市公園100選選定。

## 概要
熱海市の市街中心部から北西に約4km、熱海峠の東斜面、標高450mから700mのところにある公園である。108haの広大な自然を利用して人工滝・池・渓流も配し、熱海の花の名所として四季折々の花々が楽しめるほか、アスレチックや楽焼も用意されている。植物園のような環境下で見られる植物は、600種以上。

## 構成

### 植物庭園
敷地内各所に点在。
- ツツジ園 - およそ6万本のツツジ。
- アジサイ園
- サツキ園
- スイセン園
- シャクナゲ園 - およそ800種、2000本。
- 果樹園

### 広場・自然
敷地内各所に点在。
- 野鳥の森
- 峠の広場
- ねむの広場
- つげの広場
- おべんとう広場
- ピクニック広場
- アスレチック広場
- 笹の広場
- 青少年広場
- 憩いの森
- ひめのさわランド（準備中）

### アスレチックコース
どちらのコースも40個のフィールドアスレチックで構成される（異なるのは最初の1-10までで、11以降は共通）。共に距離3.5km、所要時間約3時間。
- Bコース : 峠の広場（日金山霊園南方）から南東に進んだ後、大きく東回りし、アスレチック広場（南西）でゴール。
- Aコース : アスレチック広場（南西）から時計回りに一周し、アスレチック広場（南西）でゴール。

### 屋内施設
- ひめのさわビジターセンター（2階建、8:30-17:30）
  - 2階 - 多目的会議室（収容24人）
  - 1階
    - 管理事務所
    - ベビーコーナー
    - こどもアドベンチャー
    - ホール
    - たべものゾーン
    - 情報発信コーナー

### スポーツ広場
- 姫の沢公園スポーツ広場 - 公園から道路を挟んだ南西向に所在。一年を通して利用できる人工芝多目的グラウンド。要予約。
  - ロングパイル人工芝（9140平方メートル）
    - サッカー（一般）コート : 1面分
    - サッカー（8人制）コート : 2面分
    - フットサルコート : 3面分

  - ランニングトラック（約360m）
  - 観客席
  - 管理棟（ロッカールーム・シャワー室）

## 旧施設
- 陶芸センター
- 熱海市立姫の沢自然の家(旧・熱海市立少年自然の家)（1980年（昭和55年） - 2019年（平成31年）3月31日[4]） : 南東部に所在。施設老朽化に伴い閉鎖。
→ ひめのさわランド（準備中）

## アクセス
- バス : 熱海駅より「元箱根」方面行きバスで約30分、「姫の沢公園」下車。
- 駐車場
  - 峠の駐車場（乗用車20台） - 北西（日金山霊園の南西脇）
  - 林間駐車場（乗用車56台） - 南西
  - （スポーツ広場（乗用車69台・バス4台）※通常スポーツ広場利用時のみ） - 南西
  - さざんか駐車場（乗用車41台・身障者用1台・バス3台） - 南東

## イベント
- 熱海・姫の沢公園トレイルラン - 4月中旬。
- 姫の沢公園 花まつり - 5月上旬（ゴールデンウィーク期間）。

## 沿革
- 1976年（昭和51年） - アスレチックコースが完成[5]。
- 1980年（昭和55年） - 少年自然の家が完成[5]。
- 1999年（平成11年） - スポーツ広場が完成[5]。
- 2009年（平成21年）4月1日 - 熱海市振興公社による管理開始、「熱海市立少年自然の家」を「熱海市立姫の沢自然の家」に改名[6]。
- 2019年（平成31年/令和元年）
  - 3月31日 - 自然の家閉鎖、熱海市振興公社による管理終了。
  - 4月1日 - 姫の沢公園パートナーズ（伊豆箱根鉄道・西武造園・時設計）による管理開始。
- 2020年（令和2年）
  - 4月5日 - ビジターセンターがオープン[7]。

## 指定管理者
歴代の指定管理者は以下の通り。
- 2009年（平成21年）4月 - 2014年（平成26年）3月 : 公益財団法人 熱海市振興公社
- 2014年（平成26年）4月 - 2019年（平成31年）3月 : 公益財団法人 熱海市振興公社
- 2019年（平成31年）4月 - 2024年（令和6年）3月 : 姫の沢公園パートナーズ（伊豆箱根鉄道・西武造園・時設計(設計事務所)で構成される共同企業体）

## 周辺
- 十国峠ケーブルカー・十国峠・日金山東光寺
- 伊豆スカイライン熱海峠IC
- 熱海市火葬場・熱海市環境センター
- 西熱海ゴルフコース